# 630-as évek
Évszázadok: 6. század – 7. század – 8. század
Évtizedek: 580-as évek – 590-es évek – 600-as évek – 610-es évek – 620-as évek – 630-as évek – 640-es évek – 650-es évek – 660-as évek – 670-es évek – 680-as évek
Évek: 630 631 632 633 634 635 636 637 638 639